# Colostygia didymata
Colostygia didymata is een vlinder uit de familie van de spanners (Geometridae). De wetenschappelijke naam is gepubliceerd in 1758 door Linnaeus in de tiende editie van Systema naturae.